# Щербаков, Владимир Александрович (актёр)
Владимир Александрович Щербаков (род. 20 мая 1967) — российский актёр.

## Биография
Владимир Щербаков родился 20 мая 1967 года.
В 1990 году окончил Казанское театральное училище. С 1990 года по 1991 работал в Ульяновском областном драматическом театре. В 1991—1995 гг. обучался в РАТИ (мастерская Давида Ливнева). В 1997—1999 гг. работал в «Театре на Покровке». Наиболее известен по ролям Лаврентия Берии, благодаря внешнему сходству. На 2017 год роль Берия сыграл в 17-ти фильмах.

## Спектакли
- «Гамлет» — Клавдий

## Фильмография
- 1987 — Чипаев в бою
- 1996 — Несут меня кони — студент-гидролог
- 1999 — Динамит — директор строительной фирмы
- 2001 — Дальнобойщики (5-я серия «Дочь олигарха») — майор ФСБ
- 2003 — Моя Пречистенка — Берия
- 2004 — Долгое прощание — Александр Васильевич Агабеков
- 2004 — Смерть Таирова — Берия
- 2004 — Шпионские игры — Бакушев
- 2005 — Звезда эпохи — Берия
- 2005 — Под небом Вероны — Леонид Натанович
- 2005 — Рублевка Live — Владимир Пирогов
- 2005 — Адвокат — Гашин
- 2006 — Врачебная тайна (телесериал) — Шипко
- 2006 — Жена Сталина — Берия
- 2007 — Формула стихии (телесериал) — Мизин
- 2008 — Апостол — Берия
- 2008 — Александр Македонский - киллер мафии — Резо
- 2008 — Гитлер капут! — Берия
- 2009 — Вольф Мессинг: видевший сквозь время — Берия
- 2009 — Закон и порядок. Преступный умысел — Виктор Царёв
- 2009 — Легенда об Ольге — Берия
- 2009 — Морские дьяволы — Герман Владимирович Архипов
- 2009 — Приказано уничтожить! Операция: «Китайская шкатулка» — Берия
- 2010 — Берия. Проигрыш — Берия
- 2010 — Геворг Варданян — Берия
- 2010 — Дом образцового содержания — Берия
- 2012 — Убить Дрозда — Степан
- 2013 — Вангелия — Берия
- 2013 — По лезвию бритвы — Берия
- 2014 — Поиски улик (телесериал) — Пётр Борисович Гриднёв, директор завода
- 2017 — Чистосердечное признание — Дьячков
- 2017 — Казнить нельзя помиловать — Берия
- 2019 — Черная лестница — Сергей Михайлович Гирин («Гиря»)
- 2022 — Операция Валькирия — Берия
- 2024 — Плевако — патологоанатом

## Документальные
- 2009 — Михоэлс — Берия
- 2010 — Политический покер-45 — Берия